# Pantorym
Pantorym – utwór, w którym występuje bardzo wiele rymów wewnętrznych i rymów wewnętrzno-zewnętrznych.
Wypić - wypijemy, lecz nie ożyjemy,
Na polu w kąkolu żal się chwieje niemy,
A my leżym z ziemią w zmowie
W tym tu rowie i parowie,
Lecz nikt tego nie wypowie,
Gdzie my teraz, gdzie my?
(Bolesław Leśmian, Zielony dzban)